# Fabiano Borges
Fabiano Borges (Araranguá, 6 de janeiro de 1978) é um ex-futebolista brasileiro que atuava como goleiro.

## Carreira
Foi revelado pelo Criciúma/SC, jogou no Vasco da Gama, no Vila Nova-GO, Bahia, Joinville, Marília, América de Natal, Esportivo e Potengi.
Em agosto de 2005 posou nu para a revista G Magazine quando já havia retornado ao Criciúma após passagem frustrada pelo Vasco.
O Criciúma Esporte Clube confirmou mar 2021 a contratação de Fabiano Borges como novo preparador de goleiros da categoria Sub-17. 

## Títulos
Criciúma
- Campeonato Catarinense: 1998
- Campeonato Catarinense: 2005
- Campeonato Brasileiro - Série B: 2002
- Campeonato Brasileiro - Série C: 2006

Vasco da Gama
- Taça Rio: 2004

Vila Nova
- Campeonato Brasileiro - Série C: acesso a Série B de 2008 pela 3ª colocação

Joinville
- Copa Santa Catarina: 2009

Esportivo
- Campeonato Gaúcho - Divisão de Acesso: 2012
Araranguá
  - LARM - Liga Atlética da Região Mineira: 2017